# Aisthitiko Dasos Kalavryton
Aisthitiko Dasos Kalavryton este o arie protejată (arie specială de conservare — SAC, sit de importanță comunitară — SCI) din Grecia întinsă pe o suprafață de 2.473,35 ha, integral pe uscat.

## Localizare
Centrul sitului Aisthitiko Dasos Kalavryton este situat la coordonatele 38°00′50″N 22°05′36″E / 38.013849°N 22.093431°E.

## Înființare
Situl Aisthitiko Dasos Kalavryton a fost declarat sit de importanță comunitară în august 1996 pentru a proteja 5 specii de animale. Situl a fost protejat și ca arie specială de conservare în martie 2011.

## Biodiversitate
Situată în ecoregiunea mediteraneană, aria protejată conține 6 habitate naturale: Matorral arborescenți cu Juniperus spp., Sarcopoterium spinosum phryganas, Pante stâncoase calcaroase cu vegetație casmofită, Păduri panonice-balcanice de stejar turcesc - stejar sesil, Galerii de Salix alba și de Populus alba, Păduri de Platanus orientalis și Liquidambar orientalis (Platanion orientalis).
La baza desemnării sitului se află mai multe specii protejate:
- mamifere (1): vidră de râu (Lutra lutra)
- nevertebrate (2): fluturele de noapte (Eriogaster catax), Euplagia quadripunctaria
- pești (1): Barbus peloponnesius
- reptile (1): țestoasă bănățeană (Testudo hermanni)

Pe lângă speciile protejate, pe teritoriul sitului au mai fost identificate 2 specii de plante, 3 specii de amfibieni, 6 specii de mamifere, 5 specii de nevertebrate, 1 specie de pești, 3 specii de reptile.